# Pølsebrød
Et pølsebrød er et aflangt blødt brød bagt på hvedemel.
Almindelige pølsebrød serveres til kogte eller stegte pølser af forskellig slags, og denne udgave kaldes normalt for pølse med brød.
I brødet kan der være et aflangt snit, som er skåret for at give plads til en varm pølse. Denne madret kaldes for en hotdog.
Industrielt fremstillede pølsebrød er normalt færdigskårne. Brødet gør måltidet mere mættende, fungerer som isolering omkring den varme pølse og kan holde eventuelle tilbehør på plads.
Den billigste ret i de fleste pølsevogne er et pølsebrød med sennep og kaldes for en kradser.
Brød med et hul i den ene ende, hvor den varme pølse indsættes i næsten hele sin længde, kaldes for fransk hotdog brød.
Paaskebrød var en stor producent i Danmark.